# 林仓
林仓（Lingtsang），又译“岭苍”、“岭仓”，位于西藏自治区拉萨市城关区鲁固一巷38号，是一座古建筑大院，现为酒店。

## 简介
该建筑是拉萨市文物管理局1998年登记挂牌的“拉萨古建筑保护院”之一，门口挂有写着“岭苍大院”的拉萨古建筑保护院标志牌。后来挂的金属牌子则写着“林仓”。
到21世纪初，林仓已有300多年的历史。林仓曾是十三世达赖的经师林仁波切的住所。
洛桑扎西从小在八廓街长大。2010年6月起，他将林仓改建为具有藏族特色的精品旅馆，名为“林仓精品酒店”。
林仓是典型的藏式四合院式的建筑，总共有三层，中间设有天井。